# قضب قباري
قضب قباري (الاسم العلمي:Cadaba capparoides) هو نوع من النباتات يتبع جنس القضب من الفصيلة القبارية.